# Hosejn Hamadani
Hosejn Hamadani (pers. ‏حسین همدانی‎, ur. 15 grudnia 1950 w Hamadanie, zm. 8 października 2015 pod Aleppo) – irański wojskowy, generał brygady Korpusu Strażników Rewolucji Islamskiej.

## Życiorys
Pochodził z ubogiej rodziny, miał dwie starsze siostry i młodszego brata. Jego ojciec Ali Hamadani był technikiem w rafinerii w Abadanie; zmarł w 1953. W związku z tym Hosejn Hamadani w bardzo młodym wieku musiał podjąć pracę zarobkową równocześnie z nauką. W 1979, po zwycięstwie rewolucji islamskiej, w Hamadanie zaciągnął się do nowo utworzonego Korpusu Strażników Rewolucji Islamskiej, pod wpływem nauczania ajatollaha Madaniego, reprezentującego ajatollaha Ruhollaha Chomejniego w ostanie Hamadan. Brał udział w tłumieniu powstania w Kurdystanie irańskim w 1979. Walczył w wojnie iracko-irańskiej. Brał udział w tworzeniu 32 brygady Korpusu Strażników Rewolucji Islamskiej „Ansar al-Husajn”, a następnie został jej dowódcą. Później walczył w 16 brygadzie KSRI „Ghods”, a następnie mianowano go zastępcą dowódcy operacyjnego nowo utworzonej jednostki specjalnej – sił Ghods. Był również zastępcą szefa sztabu KSRI i zastępcą głównodowodzącego paramilitarnego Związku Mobilizacji Uciemiężonych w strukturze Korpusu. Został dwukrotnie odznaczony Medalem Zwycięstwa. W Iranie uważany był za autorytet w dziedzinie partyzantki miejskiej.
W 2008 powierzono mu dowodzenie brygadą „Muhammad Rasul Allah” stacjonującą w Teheranie. Po wyborach prezydenckich w Iranie w 2009 wielokrotnie potępiał opozycję, która zarzucała rządowi sfałszowanie wyników głosowania. 12 kwietnia 2011 Unia Europejska objęła go sankcjami, uznając, że gen. Hamedani i jego brygada odegrali „znaczącą rolę w brutalnym stłumieniu protestów”.
Od 2011 działał w Syrii, gdzie Iran wspierał stronę rządową, tworząc i szkoląc szyickie milicje walczące następnie po stronie Baszszara al-Asada. Z rozkazu głównodowodzącego siłami Ghods gen. Ghasema Solejmaniego kierował irańskimi działaniami w Syrii. 
Jesienią 2015 wrócił na krótko do Syrii w celu dokonania oceny sytuacji wojskowej, miał następnie objąć nieokreślone stanowisko w Iranie. Zginął 8 października w okolicach Aleppo, gdy samochód, którym się poruszał, został zaatakowany przez oddział opozycji antyasadowskiej. Był najwyższym stopniem oficerem, który zginął podczas zagranicznej operacji prowadzonej przez Islamską Republikę Iranu.
Został pochowany w Teheranie. Pośmiertnie został awansowany do stopnia generała majora, najwyższego stopnia w Korpusie Strażników Rewolucji Islamskiej nadawanego w praktyce.